# Svratka
Svratka är ett vattendrag i Tjeckien.   Det ligger i regionen Södra Mähren, i den sydöstra delen av landet, 210 km sydost om huvudstaden Prag. Svratka ligger vid sjön Vodní Nádrž Nové Mlýny.